# アヌーシュ・テギーン
アヌーシュ・テギーン（ペルシア語: نوشتکین غرچه、Nūštekīn Gharcha、? - 1096/97年）は、セルジューク朝のトルコ人マムルーク（軍人奴隷）。1077年から1097年ごろまでホラズム地方を統治した。彼の子孫はホラズム地方の名を冠する王朝（ホラズム・シャー朝）の君主として、12世紀から13世紀初頭までこの地方を統治した。彼はホラズム・シャー朝の創始者とみなされているが、セルジューク朝に対しての忠誠は失わず、セルジューク朝のスルターンに対して忠勤に励んだ。

## 生涯
アヌーシュ・テギーンは、中央アジアに居住するハラジュ族かキプチャク族の出身と考えられている。元々はセルジューク朝の解放奴隷バルカ・テギンを主としていたが、後にスルターン・マリク・シャーの奴隷とされた。1073年にバルカ・テギンと共に、マリク・シャーにガズナ朝に占領された北部ホラーサーン地方の奪還を命じられる。1077年にバルカ・テギンが没すると、アヌーシュ・テギーンは彼の官職であったタシト・ダール職（日本語で大水差し持ち、水盤棒持ちと訳される）を継承した。タシト・ダール職にはホラズム地方からの税収を得る権限があり、言い換えれば彼はホラズム地方の知事となったのである。
アヌーシュ・テギーンは長子のクトゥブッディーン・ムハンマドの教育に情熱を注ぎ、彼をメルヴに送り教育を受けさせた。
1097年頃にアヌーシュ・テギーンは没した。
アヌーシュ・テギン統治中のホラズム地方の内情については不明な点が多いが、彼の死後にクトゥブッディーン・ムハンマドがホラズムの統治権を継承する前、僅かな間中央から派遣されたイキンチ（Ekinchi）という人物がホラズム知事の地位に就いていたことが知られている。